# Ситник Жерара
Си́тник Жера́ра (лат. Júncus gerárdi) — многолетнее травянистое растение; вид рода Ситник семейства Ситниковые. Распространено в Евразии, Северной Африке и Северной Америке. Назван в честь французского ботаника XVIII века Луи Жерара (1733—1819).

## Распространение
Растение широко распространено в Европе (в том числе на Британских островах), Западной и Центральной Азии к востоку до Монголии, Северной Африке и Северной Америке. На американском континенте растёт главным образом на атлантическом побережье к северу от Коннектикута и в районе Великих озёр. За пределами континента растение также можно найти на юге Гренландии и на островах Сен-Пьер и Микелон.
На севере России растение сосредоточено вдоль побережий Белого и Баренцева морей к востоку до Печоры, местами встречается на Финском заливе. В средней полосе ситник Жерара обычен в Центральном Черноземье, более редок в Московской, Тверской, Тульской, Ярославской, Нижегородской, Пензенской, Тамбовской, Саратовской, Ульяновской областях, Татарстане, Мордовии и Чувашии. Растение также распространено в Западной и Средней Сибири, Восточном Казахстане, северной Монголии.
Растение устойчиво к солончакам, однако слишком избыточное содержание солей негативно влияет на сохранение и проращивание семян, а также на вегетативное развитие взрослых растений. Предпочтение отдаётся увлажнённым почвам с невысоким содержанием солей, при этом растение чувствительно к периодическим затоплениям. Типичные биотопы: сырые луга морских побережий (марши, лайды), эстуарии, заболоченные участки по берегам озёр, окраины торфяников. На распространение растения благоприятно сказывается долговременное использование луговин для выпаса домашнего скота. Например, на эстонском острове Хийумаа трава стала быстро исчезать после того, как приморские низменности перестали использовать в качестве пастбищ. В маршах ситник выбирает наиболее возвышенные участки, куда вода поступает крайне редко. Зачастую образует плотные травянистые заросли.

## Ботаническое описание
Многолетнее дернистое растение высотой 20—90 см. Стебель прямостоячий, цилиндрический либо слегка уплощённый, развивается из ползучего рыхлого корневища. В основании стебля развиты от одного до четырёх длинных и широких базальных листа (в литературных источниках СССР листоносные влагалища) рыжего цвета. На самом стебле, как правило, имеется только один лист (реже два или ни одного). Листовая пластинка длиной 10—40 см, шириной 0,4—0,7 мм, гладкая, чаще с срединным желобком, цельнокрайная. Влагалище листа с тупым плёнчатым ушком длиной около 0,2—0,4 мм.
Соцветие прямое, сжатое, развито в терминальной части стебля, длиной 2—8 см. Цветки ланцетовидные, длиной 2,6—3,2 мм, окрашены в тёмно-бурый цвет, расположены поодиночке и неравномерно на веточках соцветия. Их общее число обычно варьирует от 10 до 30 и никогда не превышает 80. Прицветники плёнчатые, как правило, короче соцветия. Тычинок 6 штук. Плод — коробочка обратнояйцевидной формы с тремя гранями. Семена также обратнояйцевидные, с рубчиком в нижней части, длиной до 0,5 мм.
Ситник Жерара можно спутать с близким к нему ситником сплюснутым (Juncus compressus). Различия между этими двумя видами лучше всего проявляются в строении пыльника, пестика и семени. У ситника Жерара, к тому же, более развитое корневище.

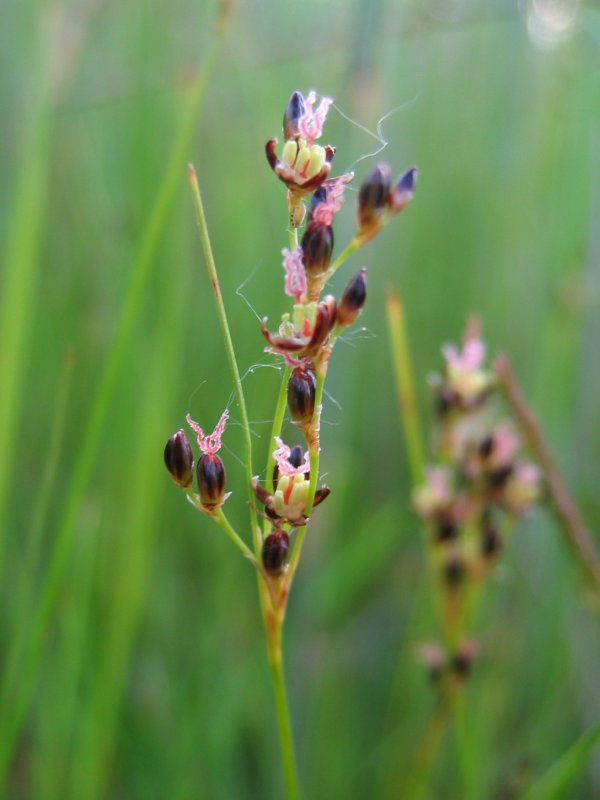
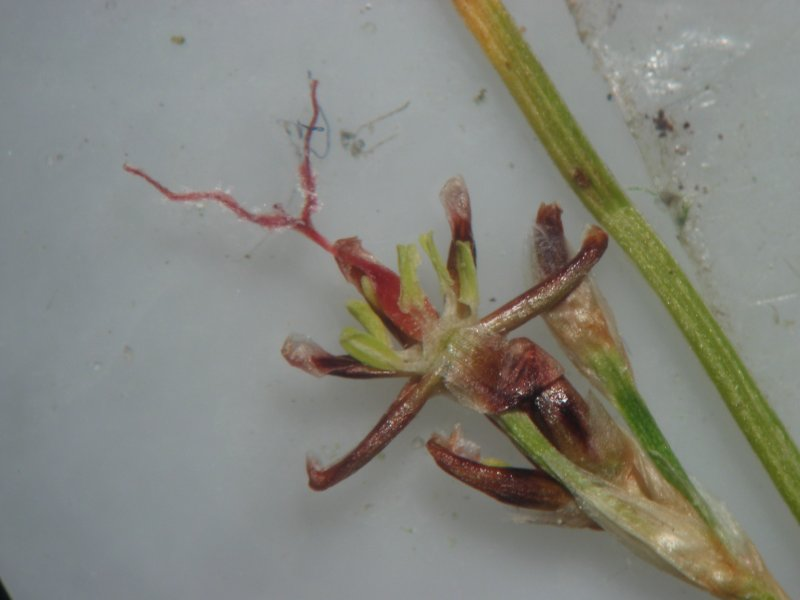